# 김맹선
김맹선(金孟瑄, 1958년~)은 대한민국의 관광학자이다.

## 생애
미국 뉴욕대학교(NYU)에서 관광여가 사회심리학 석사와 박사학위를 취득하였다.
그 후 미국에서 Health Food 건강식품 회사인 Natural Aid, Inc.의 대표이사로 재직하며 New York University 관광 여가학과 겸임교수로 재직하다 2000년부터 숙명여자대학교 문화관광학부 교수로 재직해 오고 있다.
서울시 연구원 자문위원과 (사)한국관광 레저학회 상임고문으로 있으며, (주)강원랜드 통합 자문위원, 전국경제인 연학회 관광산업특별위원회 자문위원으로 활동하였다.
저서로는 (PCMA의 전략적 MICE 경영론), Hyatt Case Bank(#005), W Hotel Case Study(010)등이 있고 국내외 학술지에 관광, 여가학과 관련된 다수의 논문을 발표하였다.